# Liu Yingke
Liu Yingke (劉郢客) bio je princ Chua tijekom dinastije Han. Bio je sin princa Liu Jiaoa te nećak cara Gaozua i bratić Juan od Lua i cara Huija.
Godine 178. prije Krista Liu je postao princ, a imao je sina, Liu Wua.